# Jacques Loeb

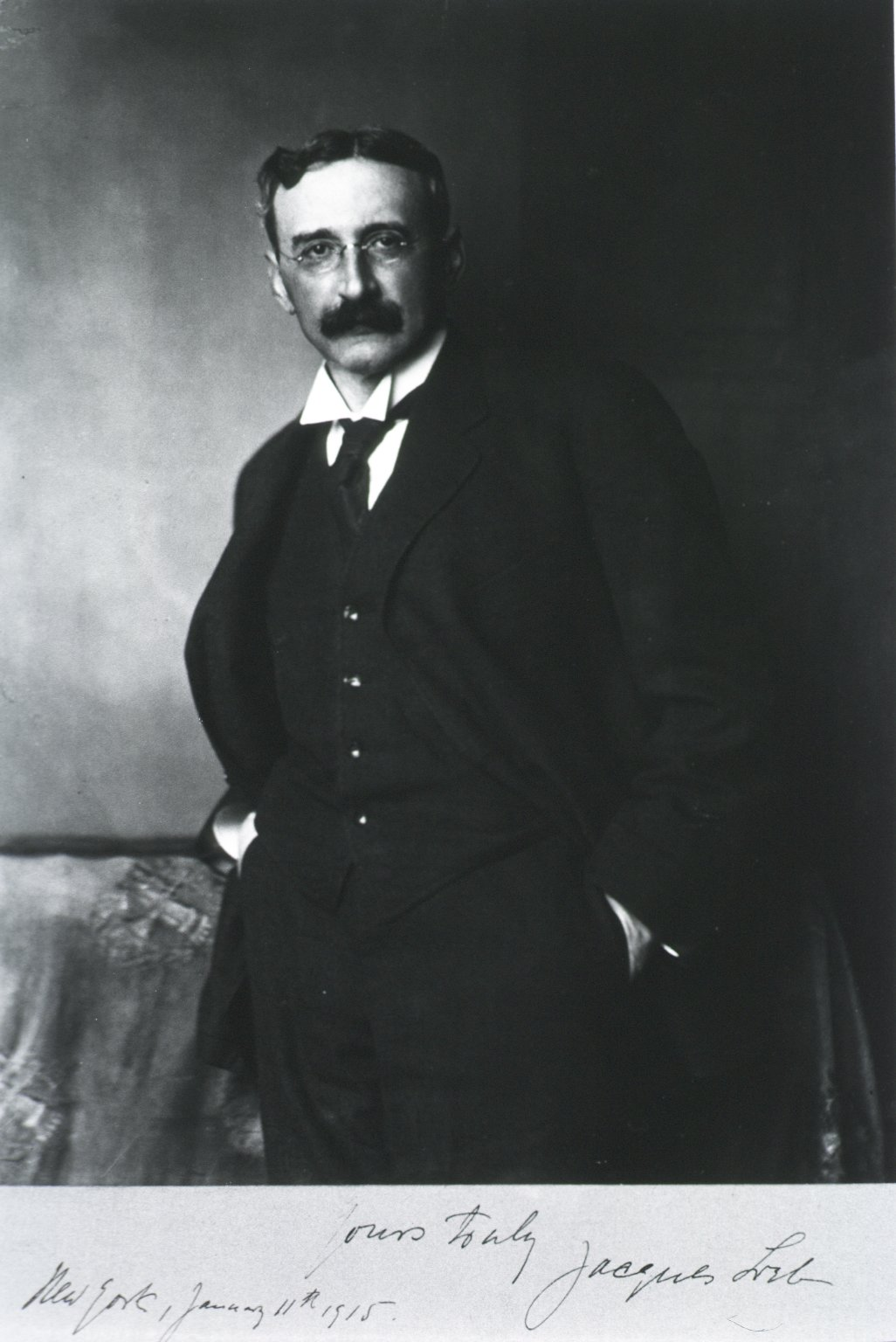
Jacques Loeb

Jacques Loeb (ur. 1859, zm. 1924) – amerykański biolog, pochodzenia niemieckiego. Autor prac dotyczących tropizmów, regeneracji oraz fizjologii zapłodnienia. Był profesorem uniwersytetu w Chicago oraz Uniwersytetu Kalifornijskiego, a także członkiem Amerykańskiej Akademii Umiejętności w Bostonie. Był nominowany łącznie 78 razy do Nagrody Nobla w tym w 1909 w dziedzinie fizjologii lub medycyny (współnominowani: Theodor Boveri i August Weismann). Nagrody nigdy mu nie przyznano.